# Ballıhoca, Muratlı
Ballıhoca là một xã thuộc huyện Muratlı, tỉnh Tekirdağ, Thổ Nhĩ Kỳ. Dân số thời điểm năm 2011 là 641 người.